# キム・ジョハン
キム・ジョハン（김조한、Johan Kim, 1973年3月27日 - ）は、韓国系アメリカ人の歌手、音楽プロデューサー。本名はジョージ・ハン・キム（George Han Kim）。韓国に本格的なR&Bを普及させた。

## 来歴
- 1973年、アメリカ・ジョージア州アトランタで生まれる。
- 1986年、ロサンゼルスに移住。
- 1993年、チョン・ジェユン、イ・ジュンとソリッド (솔리드)を結成。ソリッドのメンバーとしてデビュー。
- 1998年、ソロデビュー[1]。
- 2001年、映画『猟奇的な彼女』のサウンドトラックに参加[2][3]。Fly to the Skyとジョイント・コンサートを行った。
- 2002年、2002 FIFA ワールドカップ公式アルバムのコリア・ジャパン盤に参加。
- 2015年、8年ぶりにカムバックした[4]。

## 人物
- 趣味は、釣り、バスケットボール、ゲーム[5]。
- 本当の夢はシェフだった[4]。
- ハン・ジェソクとパク・ソルミの結婚式で祝歌を歌った[6]。
- 「トップギア コリア」シーズン 5（XTM）のスターラップタイムで1位になったことがきっかけで、カーレーサーとして、「2014 スーパーチャレンジ3戦 スーパーレースエクスタV720」に参加[7]。

## エピソード
- 『別れの準備 (이별준비)』（2001年、映画『猟奇的な彼女』のサウンドトラックに収録）は、BoAも歌っている（BoA のデビューアルバム『ID; Peace B』に収録）。
- 『LOVE』（2001年）のミュージック・ビデオに、オム・ジョンファ、キム・ヒョンジョンが出演している。
- 『愛が遅れてすまない (사랑이 늦어서 미안해)』（2007年）のミュージック・ビデオに、ジェシカ（少女時代）が出演している。

## ディスコグラフィー

### ソリッド時代のアルバム
- GIVE ME A CHANCE（1993年）
- The Magic of 8 Ball（朝鮮語版）（1995年）
- Light, Camera. Action!（1996年）
- Solid Live（1996年）
- Solidate（1997年）
- Solid To Be Unlimited Solid（1999年）

### ソロ・アルバム
- JoHan（1998年）
- Thank You My Friend（1999年）
- キム・ジョハン ベスト（2000年）
- 2gether 4ever（2001年）
- One＋One（2001年）
- Me Myself My Music（2005年)
- Soul Family With Johan（2007年）
- Once In A Lifetime（2015年）

### シングル
- 2002 The 1st Single Album（2002年）
- Y.O.U（2016年）

### サウンドトラック
- 猟奇的な彼女[2][3]（2001年）
- グッバイ、妻へ（2012年）
- 金 出てこい、さっさと！（2013年）
- 覆面検事 Part 3（2015年）

### コンピレーション・アルバムなど
- Contact - Joint Live Concert Album (※Fly to the Skyと共演、2001年)
- 2002 FIFA ワールドカップ公式アルバム コリア・ジャパン盤
- The Vocalist（2010年）
- The Planet Walker（2010年）

他多数